# Шпракебюль
Шпракебюль (нім. Sprakebüll) — громада в Німеччині, розташована в землі Шлезвіг-Гольштейн. Входить до складу району Північна Фризія. Складова частина об'єднання громад Зюдтондерн.
Площа — 11,37 км2. Населення становить 255 ос. (станом на 31 грудня 2020).